# Otto Büchner (Politiker)

Otto Büchner (1912)

Otto Büchner (* 7. Februar 1865 in Charlottenburg; † 29. November 1957 in Ost-Berlin) war ein deutscher Politiker und Reichstagsabgeordneter der SPD von 1911 bis 1918.

## Leben
Otto Büchner machte nach dem Abschluss der Volksschule 1878 eine Lehre als Mechaniker, die er 1883 abschloss und arbeitete danach als Mechaniker und Uhrmacher. 1895 bis 1897 war er Bevollmächtigter der Filiale des Metallarbeiter-Verbands in Berlin.
Otto Büchner war seit 1888 SPD-Mitglied. Für den verstorbenen Paul Singer wurde er im April 1911 Mitglied des Reichstags, dem er bis 1918 angehörte. Von 1917 bis 1922 war er in der USPD, danach ging er zurück in die SPD. November 1918 bis Februar 1919 war er Unterstaatssekretär im Reichsamt für wirtschaftliche Demobilmachung.
Von 1921 bis 1933 war er Bezirks- und Stadtverordneter in Berlin. Er sprach sich nach dem Zweiten Weltkrieg für die Vereinigung von KPD und SPD zur SED aus. Im April 1946 war er Präsidiumsmitglied des Gründungsparteitages der SED.

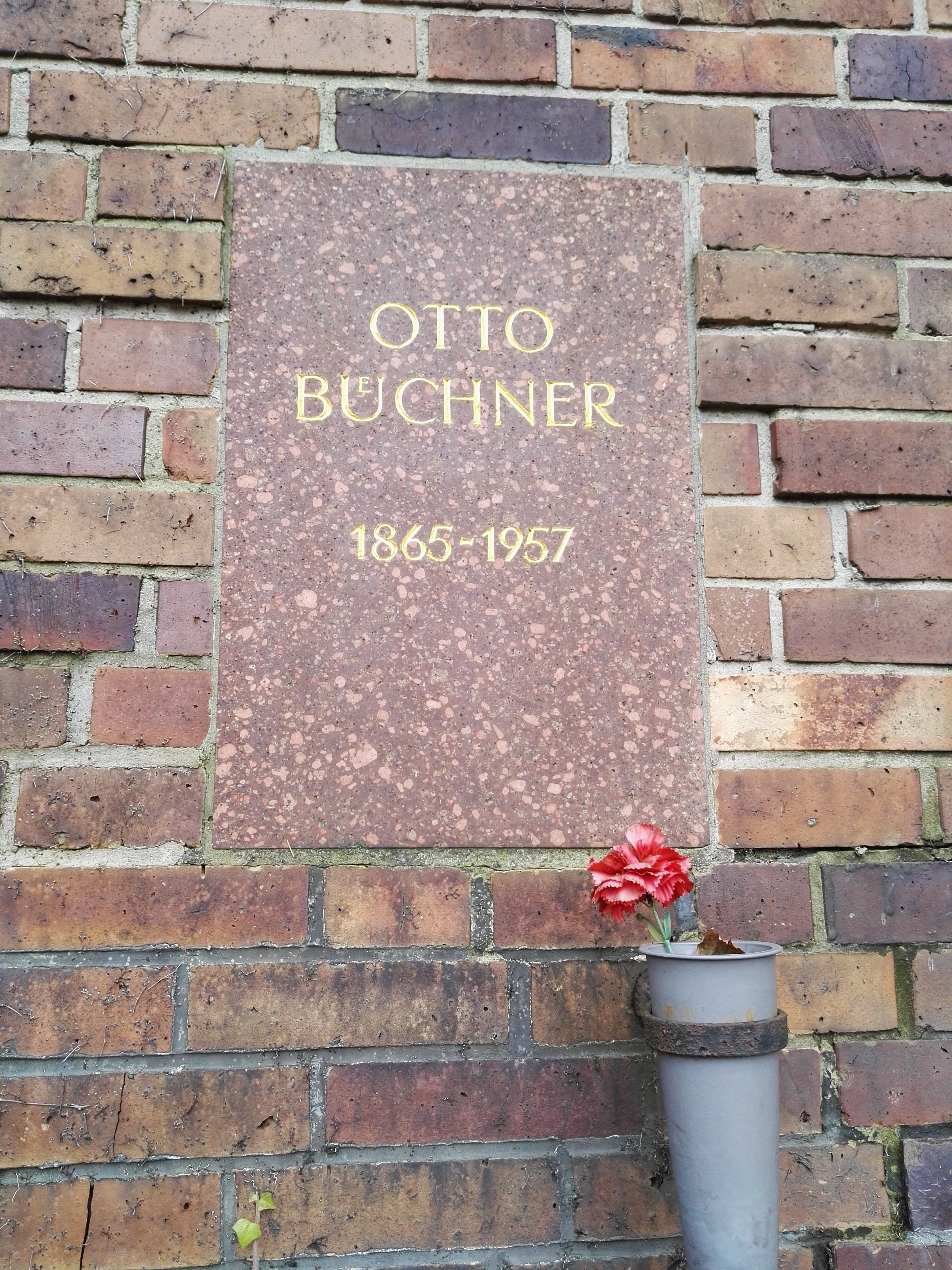
Grabstätte

Die SED ehrte ihn mit einem Grab auf dem Zentralfriedhof Friedrichsfelde, wo seine Urne in der Gedenkstätte der Sozialisten beigesetzt wurde.

## Darstellung Büchners in der bildenden Kunst
- Hein Sinken: Otto Büchner (um 1952, Büste, Bronze)

## Werke
- Ein Sozialist erzählt. Berlin (DDR) 1957 (Autobiografie).